# Tirà becplaner pit-rogenc
El tirà becplaner pit-rogenc (Rhynchocyclus fulvipectus) és un ocell de la família dels tirànids (Tyrannidae).

## Hàbitat i distribució
Habita boscos als turons i muntanyes, des de Colòmbia, cap al sud, per l'oest dels Andes, fins al nord-oest de l'Equador i, a l'est de l'Equador, est del Perú i centre de Bolívia.